# Coupe d'Allemagne féminine de football 1986-1987
Navigation
Édition précédente Édition suivante
Le DFB-Pokal Frauen 1986-1987 est la septième édition de la Coupe d'Allemagne féminine.
Il s'agit d'une compétition à élimination directe ouverte aux vainqueurs des coupes de chaque fédération régionale. Elle est organisée par la Fédération allemande de football (DFB).
La finale a lieu le 20 juin 1987 au stade olympique de Berlin. Le club TSV Siegen remporte sa deuxième Coupe d'Allemagne.

## Format
Les équipes participantes sont les vainqueurs des coupes des fédérations régionales, chaque fédération envoie une équipe. La compétition commence avec les huitièmes de finale qui se jouent sur un match, comme les quarts de finale et les demi-finales. 
La finale se joue le 20 juin 1987 en lever de rideau de la finale masculine.

## Demi-finales
Les matchs se jouent le 29 et 31 mai 1986.
| Equipe 1     | Equipe 2               | Score |
| ------------ | ---------------------- | ----- |
| STV Lövenich | Lorbeer Rothenburgsort | 4 - 0 |
| TSV Siegen   | FSV Francfort          | 2 - 1 |

## Finale
| 20 juin 1987 | TSV Siegen | 5 - 2   | STV Lövenich | Stade olympique de Berlin, Berlin |                      |
|              |            | (2 - 0) |              | Spectateurs : 30 000              | Spectateurs : 30 000 |

- Le TSV Siegen remporte son deuxième trophée, le club réussira également le doublé coupe/championnat cette saison[2].